# Setophaga flavescens
Setophaga flavescens е вид птица от семейство Parulidae. Видът е почти застрашен от изчезване.

## Разпространение
Видът е разпространен в Бахамските острови.